# Saint-Jean-Ligoure
Saint-Jean-Ligoure är en kommun i departementet Haute-Vienne i regionen Nouvelle-Aquitaine i västra Frankrike. Kommunen ligger i kantonen Pierre-Buffière som tillhör arrondissementet Limoges. År 2022 hade Saint-Jean-Ligoure 489 invånare.

## Befolkningsutveckling
Antalet invånare i kommunen Saint-Jean-Ligoure
| Referens: INSEE |